# Yong Fei
Yong Fei (translitera del 费勇) (n. 1960) es un botánico, micólogo chino.
- La abreviatura «Y.Fei» se emplea para indicar a Yong Fei como autoridad en la descripción y clasificación científica de los vegetales.[1]